# Modernistická hudba
Jako modernistická hudba se označují styly západní artificiální hudby, které koncem 19. století vystřídaly pozdní romantismus a převládaly zhruba do 70. let 20. století. Byly spojeny s důrazem na stálou inovaci hudební řeči (Metzer 2009, 3) a vykazovaly „lingvistickou pluralitu“ v tom smyslu, že žádný hudební idiom nezaujímal dominantní pozici (Morgan 1984, 443).
K významným představitelům hudebního modernismu patří například Claude Debussy, Erik Satie, Leoš Janáček, Bohuslav Martinů, Pařížská šestka, Igor Stravinskij, Béla Bartók, George Enescu, Richard Strauss, Maurice Ravel, Arnold Schoenberg nebo Jean Sibelius.